# Liste des évêques et archevêques de Panama
Cette liste recense les évêques et les archevêques qui se sont succédé sur le siège du diocèse de Panama depuis sa création le 28 août 1513. Il est élevé au rang d'archidiocèse métropolitain le 29 novembre 1925 et prend le nom d'archidiocèse de Panama. 

## Évêques
- Juan de Quevedo Villegas, O.F.M.Obs (1513-1519)
- Vicente de Peraza, O.P (1520-1526)
- Martin de Bejar, O.F.M (1527-1530)
- Vicente de Valverde, O.P (1533- )
- Tomas de Berlanga, O.P (1534-1537)
  - Sede vacante (1537-1546)
- Pablo de Torres, O.P (1546–1560)
- Juan de Vaca, O.S.B (1561–1565)
- Francisco de Abrego (1566-1574)
- Manuel de Mercado Aldrete, O.S.H (1576-1580)
- Bartolomé de Ledesma, O.P (1580-1583) nommé évêque d'Antequera
  - Sede vacante (1583-1587)
- Bartolomé Martinez Menacho y Mesa (1587-1593) nommé  archevêque de Santafé en Nouvelle Grenade
- Pedro Duque de Rivera, S.J (1594-1594)
  - Sede vacante (1594-1598)
- Antonio Calderón de León (1598-1605) nommé évêque de Santa Cruz de la Sierra
- Agustín de Carvajal, O.S.A (1605-1612) nommé évêque d'Huamanga
- Francisco de la Cámara y Raya, O.P (1613-1624)
- Cristóbal Martínez de Salas, O.Praem (1625-1640)
- Hernando de Ramírez y Sánchez, O.SS.T (1641-1652)
  - Sede vacante (1652-1655)
- Bernardo de Izaguirre Reyes (1655-1662) nommé évêque de Cuzco
  - Diego López de Vergara y Aguilar (1662-) (évêque élu)
- Sancho Pardo de Andrade de Figueroa y Cárdenas (1664-1671)
- Antonio de León y Becerra (1672-1676) nommé évêque de Trujillo
- Lucas Fernández de Piedrahita (1676-1688)
- Diego Ladrón de Guevara (1689-1699) nommé évêque d'Huamanga
- Juan de Argüelles, O.S.A (1699-1711) nommé évêque d'Arequipa
  - Sede vacante (1711-1714)
- Juan José Llamas Rivas, O.Carm (1714-1719)
- Bernardo Serrada, O.Carm (1721-1725) nommé évêque de Cuzco
- Agustín Rodríguez Delgado (1725-1731) nommé évêque de La Paz
- Pedro Morcillo Rubio de Suñón (1731-1742) nommé évêque de Cuzco
  - Diego de Salinas y Cabrera, O.S.A (1742-1742) (évêque élu)
- Juan de Castañeda (1742-1749) nommé évêque de Cuzco
- Felipe Manrique de Lara (1749-1750) nommé évêque d'Huamanga
  - Juan Bautista Taborga y Durana (1750-1750) (évêque élu)
- Valentín Moran Menéndez, O.de M (1750-1751) nommé évêque des Canaries
- Francisco Javier de Luna Victoria y Castro (1751-1758) nommé évêque de Trujillo
- Juan Manuel Jeronimo de Romaní y Carrillo (1758-1763) nommé évêque de Cuzco
- Miguel Moreno y Ollo (1763-1770) nommé évêque d'Huamanga
- Francisco de los Ríos y Armengol, O.P (1770-1776)
- José Antonio Umeres de Miranda (1777-1791)
- Remigio de La Santa y Ortega (1792-1797) nommé évêque de La Paz
- Manuel Joaquín González de Acuña y Saenz (1797-1813)
  - Simón López García, C.O (1814-1815) nommé évêque d'Orihuela (évêque élu)
- José Higinio Durán y Martel, O.de M (1815-1823)
  - Sede vacante (1823-1835)
- Juan José Cabarcas González y Argüello (1835-1847)
- Juan Francisco del Rosario Manfredo y Ballestas (1847-1850)
  - Sede vacante (1850-1855)
- Eduardo Vásquez, O.P (1855-1870)
- Ignacio Antonio Parra (1870-1875)
- José Telésphor Paúl y Vargas, S.J (1875-1884) nommé archevêque de Santafé en Nouvelle Grenade
- Jose Alejandro Peralta (1886-1899)
- Francisco Javier Junguito, S.J (1901-1911)
- Guillermo Rojas y Arrieta, C.M (1912-1925) devient archevêque de Panama

## Archevêques
- Guillermo Rojas y Arrieta, C.M (1925-1933)
- Juan José Maíztegui y Besoitaiturria, C.M.F (1933-1943)
- Francisco Beckmann, C.M.F (1945-1963)
- Tomás Alberto Clavel Méndez (1964-1968)
- Marcos Gregorio McGrath, C.S.C (1969-1994)
- José Dimas Cedeño Delgado (1994-2010)
- José Domingo Ulloa Mendieta, O.S.A (2010- )

## Sources
- (en) « Archdiocese of Panamá  : Past and Present Ordinaries », sur catholic-hierarchy.org (consulté le 22 mai 2023)